# Dolce Gusto
Nescafé Dolce Gusto je sistem kapsula za kafu kompanije Nestlé, lansiran 2006. godine. Aparati se proizvode u saradnji sa kompanijama Krups i De'Longhi, u zavisnosti od modela.

## Istorija i modeli
Prva serija aparata, predstavljena 2006. godine, obuhvatala je modele KP2000 (crna/srebrna), KP2006 (crna/srebrna/crvena) i KP2002 (crna/srebrna/bela), a svi su radili pod standardnim pritiskom od 14 bara. Uređaj se sastoji od rezervoara za vodu, unutrašnje pumpe i električnog grejača. Dozator se nalazi u gornjem delu aparata, gde poluga spušta ploču sa iglom koja probija kapsulu u držaču.
Aparati su koristili originalni sistem pametnih kapsula (smart capsule), koji omogućava pripremu kako toplih, tako i hladnih napitaka — zagrevanje se vrši unutar aparata, dok je za hladne napitke potrebno ručno ohladiti vodu u rezervoaru dodavanjem leda.
Krajem 2008. godine, Nestlé je predstavio novu seriju, KP21xx/Melody2, sa novim bojama i tehničkim unapređenjima:
- Pritisak od 15 bara (umesto 14)
- Automatsko isključivanje radi uštede energije (nakon 5 minuta neaktivnosti)
- Delimično hromirani delovi
- Širi poslužavnik za kapanje
- Magnetni držač kapsule

Od septembra 2010. godine dostupna je nova serija, Creativa Melody2, koja sadrži LCD ekran. Ovaj ekran omogućava programiranje i personalizaciju rada aparata — na primer, podešavanje da se uključi u određeno vreme i pripremi napitak iz već umetnute kapsule. Takođe je moguće prilagoditi količinu vode u čaši, kako bi se postigao isti ukus bez obzira na veličinu šolje. Postoje i unapred podešeni programi za različite vrste kapsula, koji se mogu dodatno prilagoditi.

## Inovacije i najnoviji modeli
U 2024. godini, Nestlé je predstavio novi sistem pod nazivom Nescafé Dolce Gusto Neo, koji kombinuje naprednu tehnologiju i održivost. Neo koristi papirne, kodirane kapsule koje su u potpunosti kompostabilne kod kuće, smanjujući upotrebu ambalaže za 70% u poređenju sa prethodnim kapsulama. Aparat automatski prepoznaje kapsulu i prilagođava način ekstrakcije zahvaljujući SmartBrew™ tehnologiji, omogućavajući pripremu različitih napitaka poput espresa, produžene kafe i filter kafe. Neo aparat može se povezati sa pametnim telefonom, omogućavajući korisnicima personalizaciju temperature i jačine napitka putem aplikacije.
Takođe, 2024. godine lansiran je model Infinissima Cosmic Krups, koji je dobio visoke ocene od strane potrošačkih organizacija zbog svoje pristupačne cene, kvaliteta pripreme napitaka i mogućnosti pripreme različitih napitaka poput kafe, čaja i toplih čokolada.

## Proizvodi

### Aparati
- Genio – osnovni model sa ručnim podešavanjima.
- Circolo – sa touchscreen interfejsom (osvojio Red Dot nagradu 2015).[6]
- Eclipse – sa LED osvetljenjem.

### Kapsule
- Klasik (espresso, cappuccino).
- Specijaliteti (npr. caramel macchiato).
- Sezonske edicije (božićni ukusi).

### Tehnologija
Koristi High Pressure Pump System (do 15 bara) i Thermoblock tehnologiju za temperaturu do 95°C. Podržava i hladne napitke.

## Kontroverze
Kritike se odnose na ekološki uticaj plastičnih kapsula. Greenpeace je 2021. istakao da se samo 5% kapsula reciklira. Nestlé je najavio plan za 100% reciklabilne kapsule do 2025.

## Spoljna veza
- - zvanični sajt Nescafé Dolce Gusto
- www.kafemania.rs